# Leichtathletik-Weltmeisterschaften 2007/400 m der Frauen

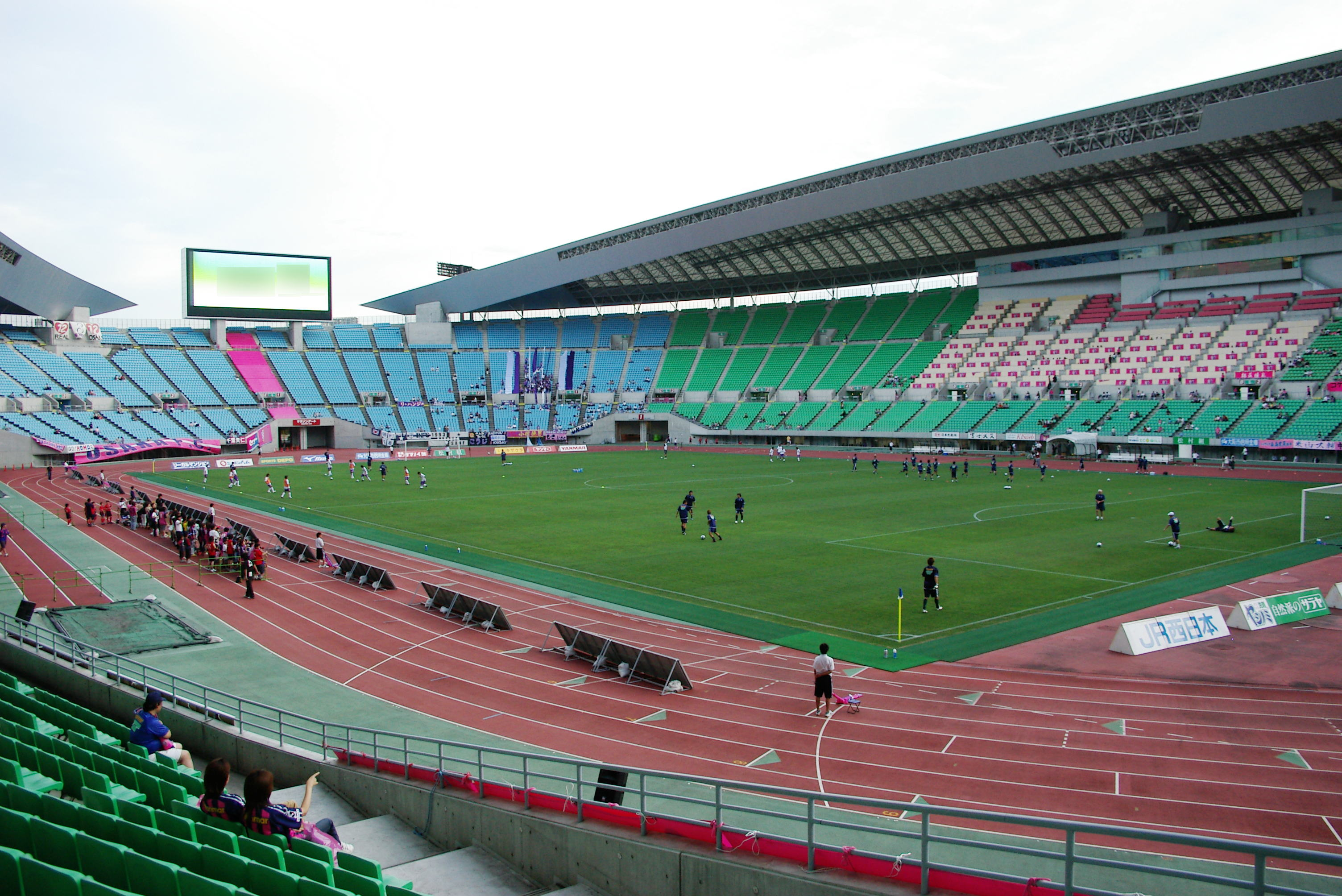
Das Nagai-Stadion in Osaka im Jahr 2004

Der 400-Meter-Lauf der Frauen bei den Leichtathletik-Weltmeisterschaften 2007 wurde vom 26. bis 29. August 2007 im Nagai-Stadion der japanischen Stadt Osaka ausgetragen.
In diesem Wettbewerb erzielten die britischen Läuferinnen einen Doppelsieg.

Weltmeisterin wurde Christine Ohuruogu, die bei den Weltmeisterschaften 2005 eine Bronzemedaille mit der 4-mal-400-Meter-Staffel ihres Landes gewonnen hatte. Auch hier in Osaka gab es am Schlusstag wieder Staffel-Bronze für sie. Wegen drei versäumter Dopingtests war die Siegerin gerade erst aus einer einjährigen Dopingsperre zurück im aktiven Sport. Umso überraschender waren ihre Leistungen hier in Osaka.

Silber ging an Nicola Sanders, die wie Christine Ohuruogu 2005 in Helsinki und auch hier jeweils Staffel-Bronze errang.

Auf den dritten Platz kam Novlene Williams aus Jamaika, die bei den Weltmeisterschaften 2005 und hier in Osaka Silber mit der 4-mal-400-Meter-Staffel ihres Landes gewann.

## Bestehende Rekorde
| Weltrekord | 47,60 s | Marita Koch           | Canberra, Australien          | 6. Oktober 1985 |
| WM-Rekord  | 47,99 s | Jarmila Kratochvílová | WM 1983 in Helsinki, Finnland | 10. August 1983 |

Der seit den ersten Weltmeisterschaften 1983 bestehende WM-Rekord blieb auch hier in Osaka ungefährdet. Weltmeisterin Christine Ohuruogu verfehlte ihn im Finale um 1,62 Sekunden.
Es wurden drei Landesrekorde aufgestellt:
- 50,53 s – Ilona Ussowitsch (Belarus), 5. Vorlauf am 26. August
- 50,31 s – Ilona Ussowitsch (Belarus), 1. Halbfinale am 27. August
- 50,73 s – Joanne Cuddihy (Irland), 1. Halbfinale am 27. August

## Vorrunde
5. August 2007, 17:35 Uhr
Die Vorrunde wurde in fünf Läufen durchgeführt. Die ersten vier Athletinnen pro Lauf – hellblau unterlegt – sowie die darüber hinaus vier zeitschnellsten Läuferinnen – hellgrün unterlegt – qualifizierten sich für das Halbfinale.

### Vorlauf 1
26. August 2007, 10:50 Uhr
| Platz | Name                | Nation         | Zeit (s) |
| ----- | ------------------- | -------------- | -------- |
| 1     | Natalja Antjuch     | Russland       | 50,88    |
| 2     | Mary Wineberg       | USA            | 51,25    |
| 3     | Shereefa Lloyd      | Jamaika        | 51,42    |
| 4     | Lee McConnell       | Großbritannien | 51,44    |
| 5     | Oksana Schtscherbak | Ukraine        | 52,39    |
| 6     | Justine Bayigga     | Uganda         | 53,25    |
| 7     | Joy Eze             | Nigeria        | 53,83    |
| 8     | Olga Tereschkowa    | Kasachstan     | 54,09    |

### Vorlauf 2

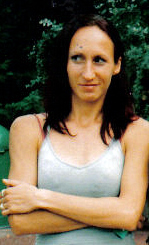
Zuzanna Radecka verfehlte das Halbfinale als Fünfte ihres Vorlaufs nur knapp
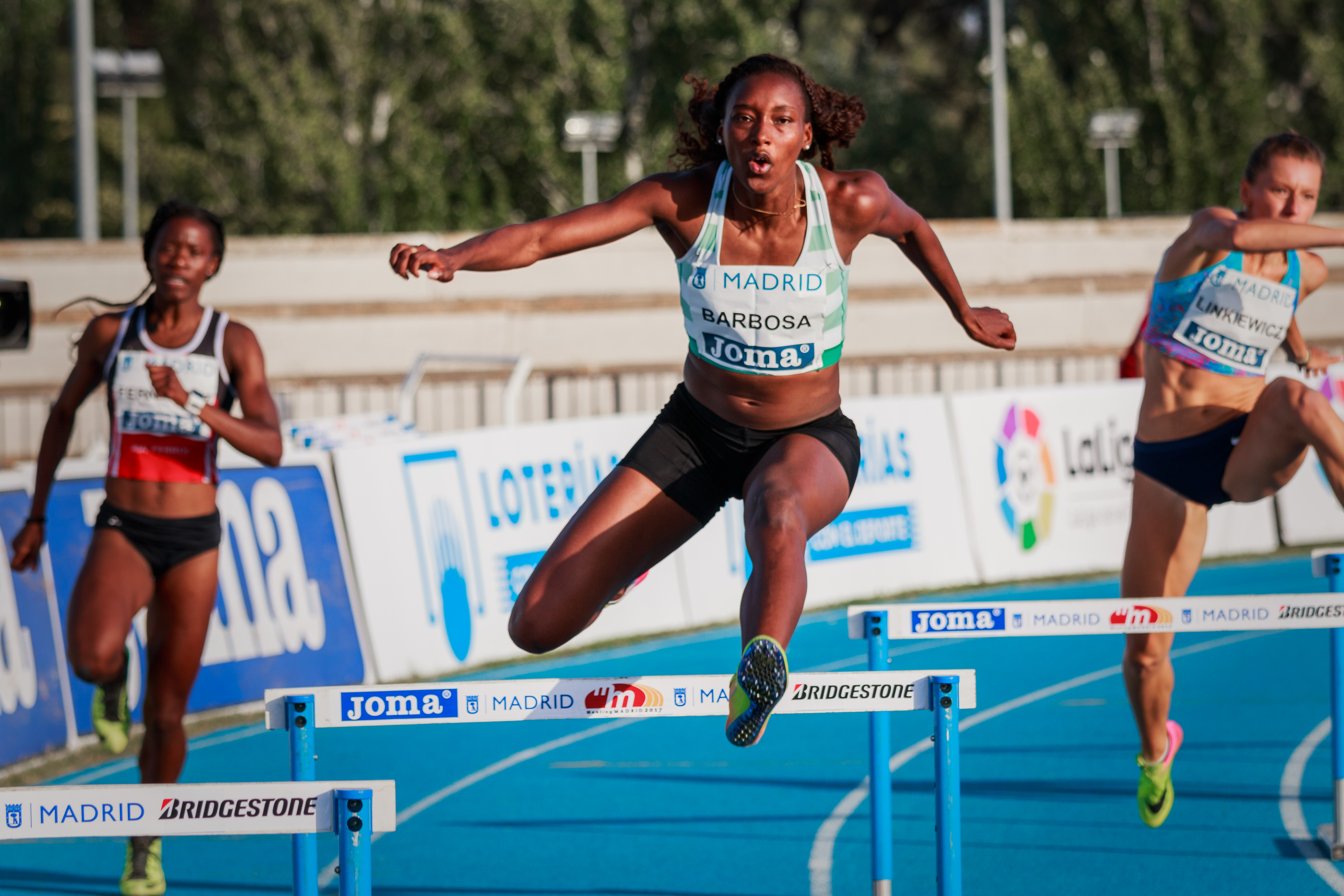
Die hier noch für Kap Verde und später für Portugal startende Vera Barbosa blieb als Achte ihres Vorlaufs chancenlos

26. August 2007, 10:58 Uhr
| Platz | Name                | Nation         | Zeit (s) |
| ----- | ------------------- | -------------- | -------- |
| 1     | DeeDee Trotter      | USA            | 51,27    |
| 2     | Nicola Sanders      | Großbritannien | 51,45    |
| 3     | Joanne Cuddihy      | Irland         | 51,55    |
| 4     | Christine Amertil   | Bahamas        | 52,19    |
| 5     | Zuzanna Radecka     | Polen          | 52,58    |
| 6     | Folasade Abugan     | Nigeria        | 54,68    |
| 7     | Maria Laura Almirão | Brasilien      | 54,78    |
| 8     | Vera Barbosa        | Kap Verde      | 58,56    |

### Vorlauf 3

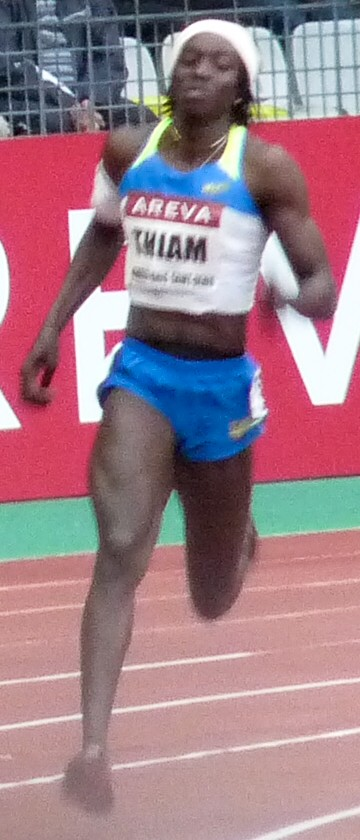
Als Siebte ihres Rennens scheiterte die Weltmeisterin von 2001 und WM-Dritte von 2003 Amy Mbacké Thiam in der Vorrunde

26. August 2007, 11:06 Uhr
| Platz | Name                | Nation                         | Zeit (s) |
| ----- | ------------------- | ------------------------------ | -------- |
| 1     | Tatjana Weschkurowa | Russland                       | 51,67    |
| 2     | Shericka Williams   | Jamaika                        | 51,72    |
| 3     | Barbara Petráhn     | Ungarn                         | 51,86    |
| 4     | Amantle Montsho     | Botswana                       | 51,87    |
| 5     | Kineke Alexander    | St. Vincent und die Grenadinen | 52,51    |
| 6     | Ginou Etienne       | Haiti                          | 53,89    |
| 7     | Amy Mbacké Thiam    | Senegal                        | 54,31    |
| 8     | Nawal El Jack       | Sudan                          | 55,29    |

### Vorlauf 4

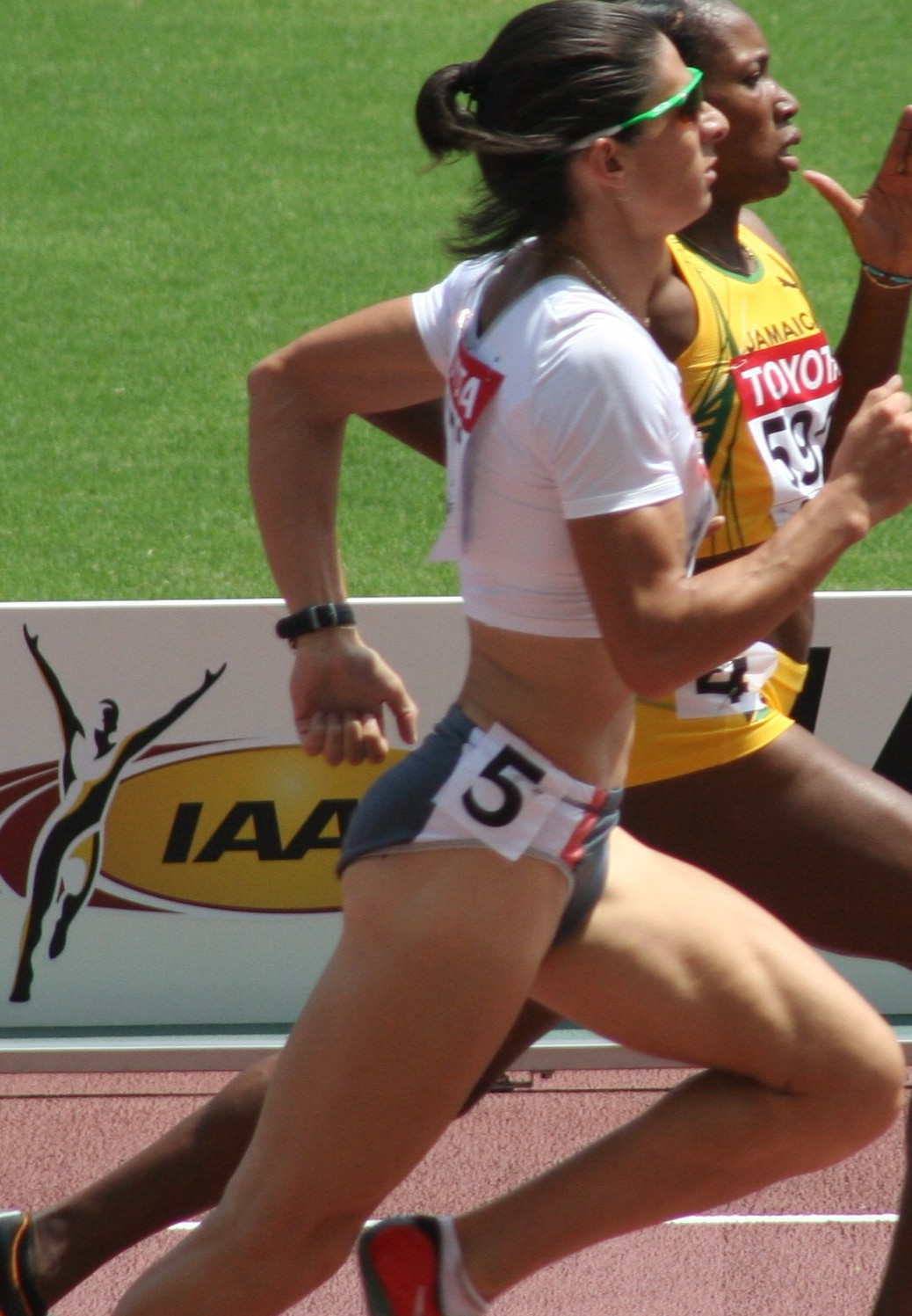
Ana Guevara (weißes Trikot) und Novlene Williams im vierten Vorlauf

26. August 2007, 11:14 Uhr
| Platz | Name              | Nation     | Zeit (s) |
| ----- | ----------------- | ---------- | -------- |
| 1     | Novlene Williams  | Jamaika    | 50,21    |
| 2     | Ana Guevara       | Mexiko     | 50,85    |
| 3     | Ionela Târlea     | Rumänien   | 51,59    |
| 4     | Aymée Martínez    | Kuba       | 51,74    |
| 5     | Aliann Pompey     | Guyana     | 51,95    |
| 6     | Christy Ekpukhon  | Nigeria    | 52,05    |
| 7     | Makelesi Batimala | Fidschi    | 52,23    |
| 8     | Solen Désert      | Frankreich | 54,03    |

### Vorlauf 5
26. August 2007, 11:22 Uhr
| Platz | Name                     | Nation         | Zeit (s) |
| ----- | ------------------------ | -------------- | -------- |
| 1     | Christine Ohuruogu       | Großbritannien | 50,46    |
| 2     | Ilona Ussowitsch         | Belarus        | 50,53 NR |
| 3     | Natasha Hastings         | USA            | 51,07    |
| 4     | Indira Terrero           | Kuba           | 51,76    |
| 5     | Daniela Reina            | Italien        | 52,02    |
| 6     | Asami Tanno              | Japan          | 52,13    |
| 7     | Gabriela Medina          | Mexiko         | 53,16    |
| 8     | Sandrine Thiébaud-Kangni | Togo           | 54,11    |
| 9     | Temalangeni Dlamini      | Swasiland      | 58,27    |

## Halbfinale
Aus den beiden Halbfinalläufen qualifizierten sich die jeweils ersten beiden Athletinnen – hellblau unterlegt – sowie die darüber hinaus zwei zeitschnellsten Läuferinnen – hellgrün unterlegt – für das Finale.

### Halbfinallauf 1

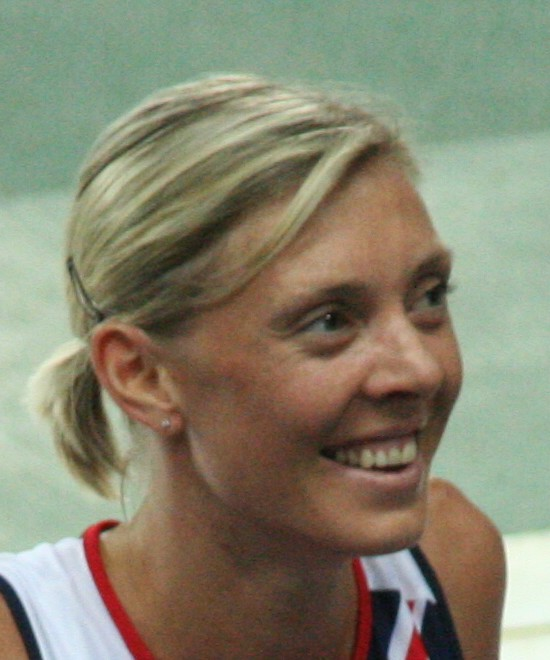
Lee McConnell wurde Fünfte ihres Halbfinallaufs und schied damit aus
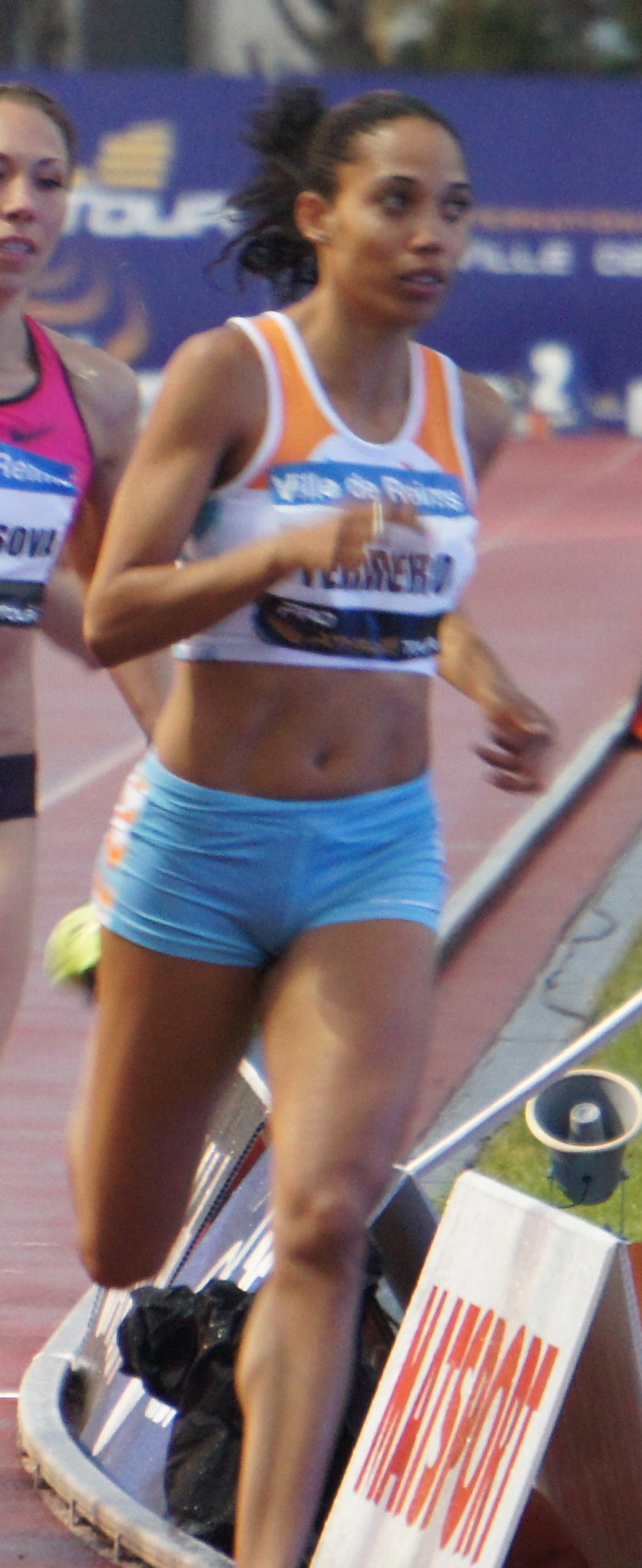
Indira Terrero erreichte als Sechste ihres Halbfinales nicht den Endlauf
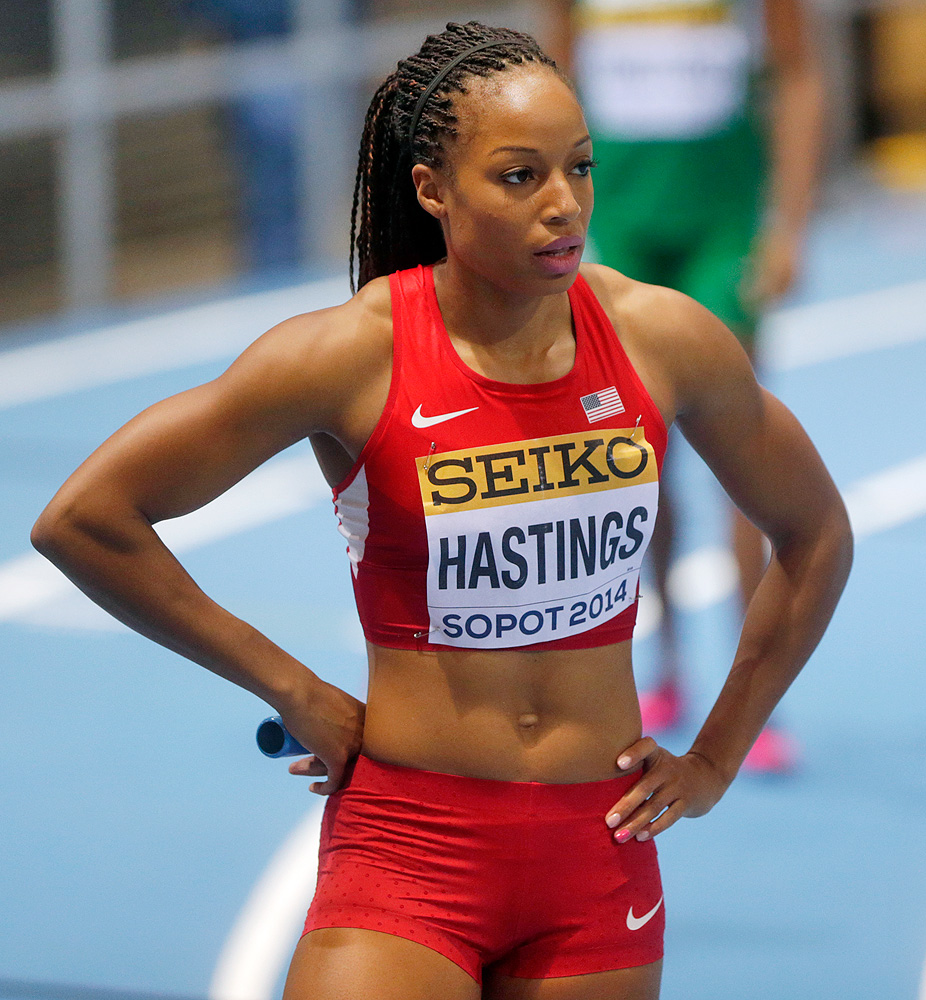
Natasha Hastings – Platz sieben im ersten Semifinale und nicht im Finale

27. August 2007, 21:10 Uhr
| Platz | Name             | Nation         | Zeit (s) |
| ----- | ---------------- | -------------- | -------- |
| 1     | Novlene Williams | Jamaika        | 49,66    |
| 2     | Ana Guevara      | Mexiko         | 50,19    |
| 3     | Ilona Ussowitsch | Belarus        | 50,31 NR |
| 4     | Joanne Cuddihy   | Irland         | 50,73 NR |
| 5     | Lee McConnell    | Großbritannien | 51,07    |
| 6     | Indira Terrero   | Kuba           | 51,08    |
| 7     | Natasha Hastings | USA            | 51,45    |
| 8     | Asami Tanno      | Japan          | 51,81    |

### Halbfinallauf 2

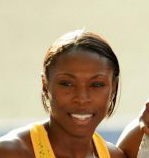
Shericka Williams fehlten sechs Hundertstelsekunden, um im Finale dabei zu sein

27. August 2007, 21:18 Uhr
| Platz | Name              | Nation         | Zeit (s) |
| ----- | ----------------- | -------------- | -------- |
| 1     | Nicola Sanders    | Großbritannien | 49,77    |
| 2     | Natalja Antjuch   | Russland       | 49,93    |
| 3     | DeeDee Trotter    | USA            | 50,31    |
| 4     | Shericka Williams | Jamaika        | 50,37    |
| 5     | Christine Amertil | Bahamas        | 51,18    |
| 6     | Daniela Reina     | Italien        | 51,99    |
| 7     | Barbara Petráhn   | Ungarn         | 52,12    |
| 8     | Aliann Pompey     | Guyana         | 53,58    |

### Halbfinallauf 3

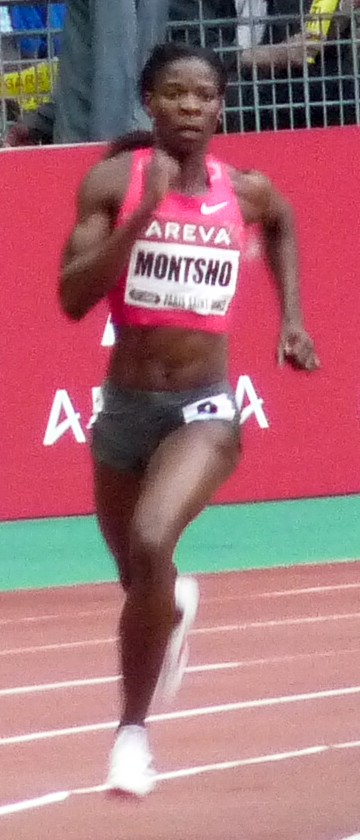
Trotz ihres neuen Landesrekords für Botswana schied Amantle Montsho im Halbfinale aus
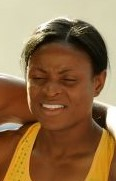
Für Shereefa Lloyd war der Wettbewerb nach ihrem fünften Rang im letzten Halbfinale beendet

27. August 2007, 21:26 Uhr
| Platz | Name                | Nation         | Zeit (s) |
| ----- | ------------------- | -------------- | -------- |
| 1     | Christine Ohuruogu  | Großbritannien | 50,16    |
| 2     | Mary Wineberg       | USA            | 50,27    |
| 3     | Tatjana Weschkurowa | Russland       | 50,71    |
| 4     | Amantle Montsho     | Botswana       | 50,90 NR |
| 5     | Shereefa Lloyd      | Jamaika        | 51,00    |
| 6     | Christy Ekpukhon    | Nigeria        | 51,60    |
| 7     | Ionela Târlea       | Rumänien       | 51,62    |
| 8     | Aymée Martínez      | Kuba           | 57,77    |

## Finale

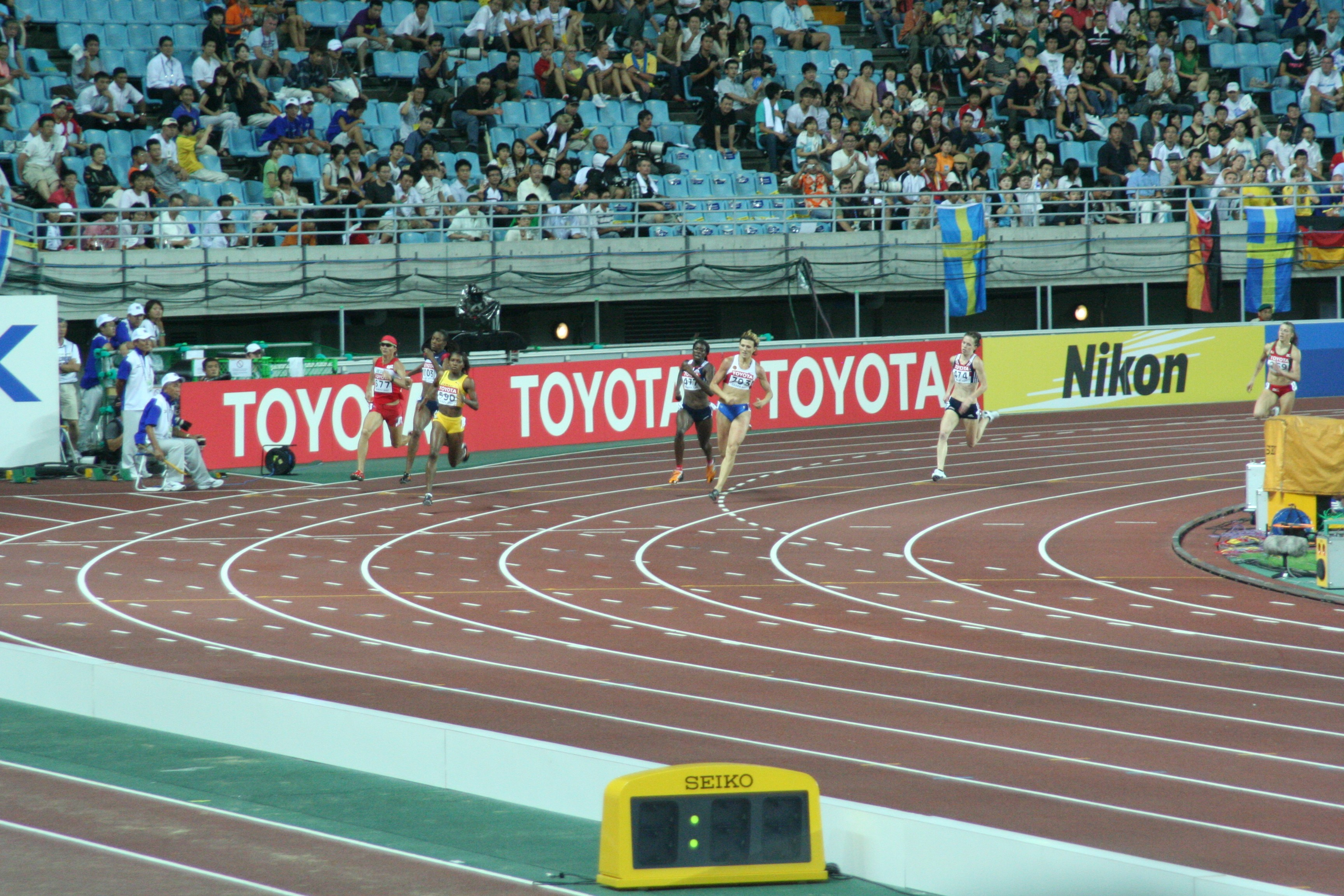
Das 400-Meter-Finale ausgangs der Zielkurve (v. l. n. r.): Ana Guevara, DeeDee Trotter, Novlene Williams, Christine Ohuruogu, Natalja Antjuch, Nicola Sanders, Ilona Ussowitsch

Der Zieleinlauf unter den drei Medaillengewinnerinnen war äußerst eng. Erst auf der Zielgeraden zogen die beiden Britinnen Christine Ohuruogu und Nicola Sanders an der bis dahin führenden Novlene Williams vorbei. Zwischen Rang eins und zwei lagen am Ende vier Hundertstelsekunden. Die Bronzemedaillengewinnerin folgte mit einer weiteren Hundertstelsekunde.
Unter fünfzig Sekunden blieben im Finale nur die drei Medaillengewinnerinnen. Im Halbfinale war das auch der im Finale sechstplatzierten Russin Natalja Antjuch gelungen.
29. August 2007, 21:50 Uhr
| Platz | Name               | Nation         | Zeit (s) |
| ----- | ------------------ | -------------- | -------- |
| 1     | Christine Ohuruogu | Großbritannien | 49,61    |
| 2     | Nicola Sanders     | Großbritannien | 49,65    |
| 3     | Novlene Williams   | Jamaika        | 49,66    |
| 4     | Ana Guevara        | Mexiko         | 50,16    |
| 5     | DeeDee Trotter     | USA            | 50,17    |
| 6     | Natalja Antjuch    | Russland       | 50,33    |
| 7     | Ilona Ussowitsch   | Belarus        | 50,34    |
| 8     | Mary Wineberg      | USA            | 50,96    |

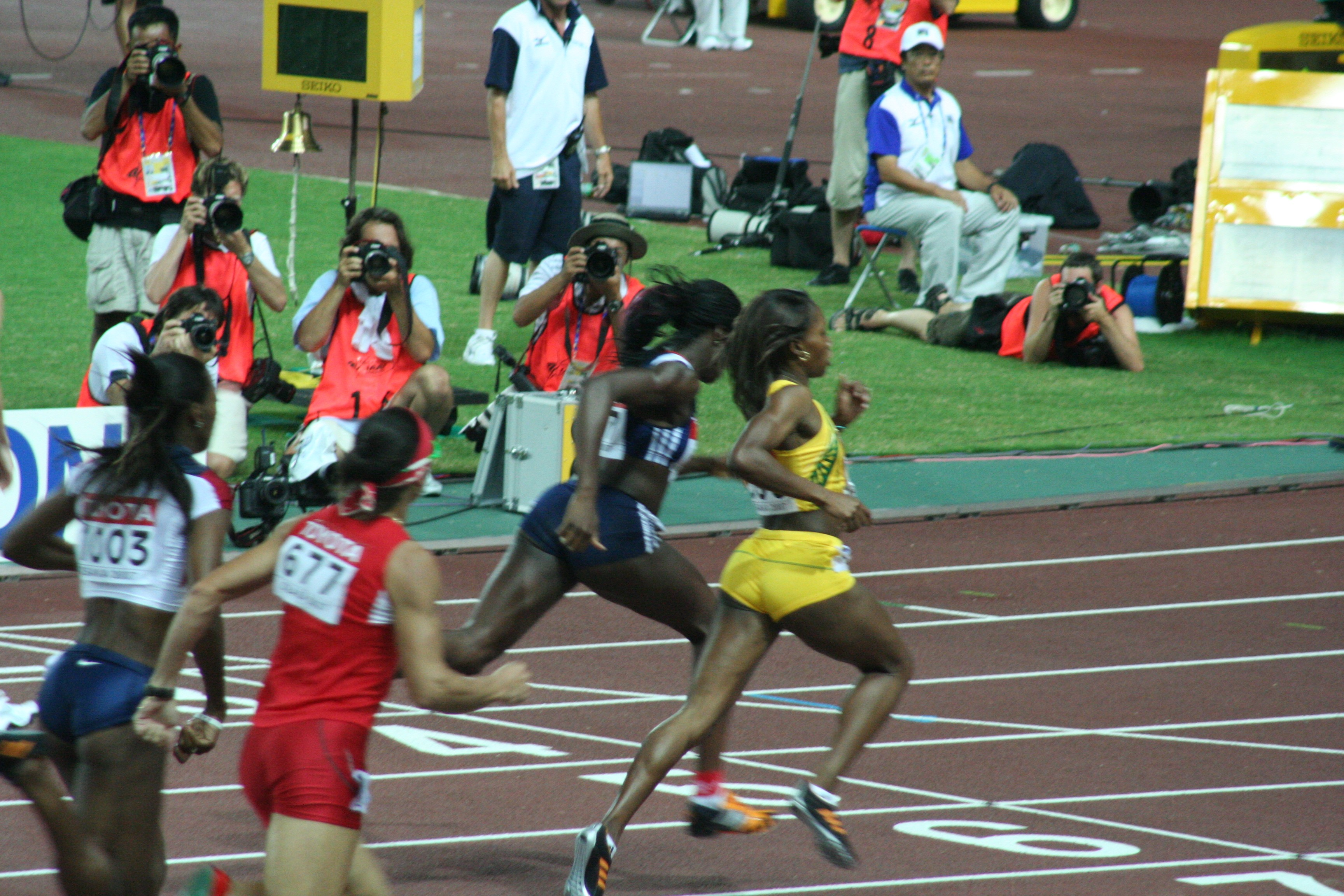
Zieleinlauf (v. l. n. r.): DeeDee Trotter (1003), Ana Guevara (677), Novlene Williams (in Gelb), Christine Ohuruogu – nicht im Bild: Silbermedaillengewinnerin Nicola Sanders
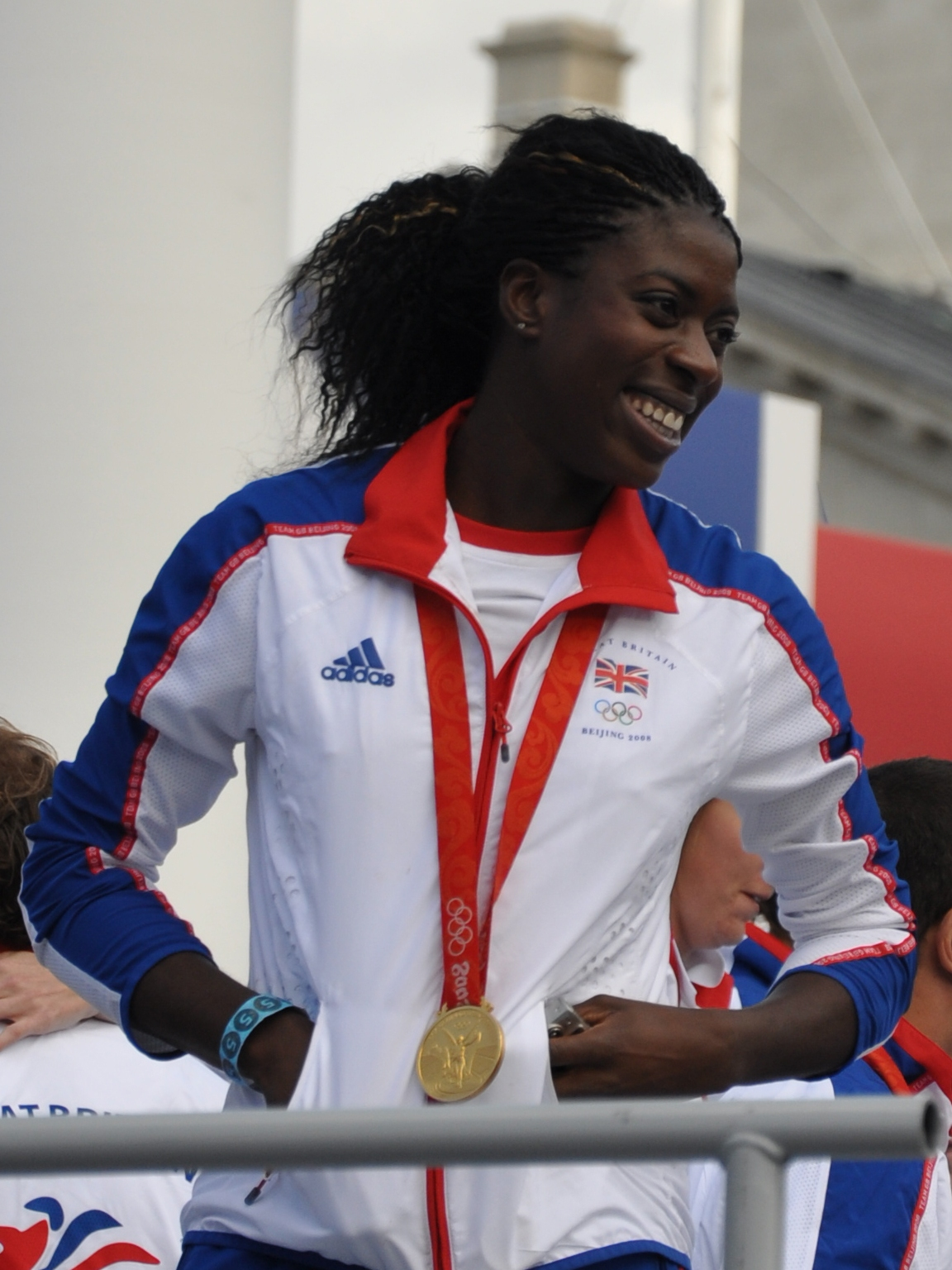
Weltmeisterin Christine Ohuruogu
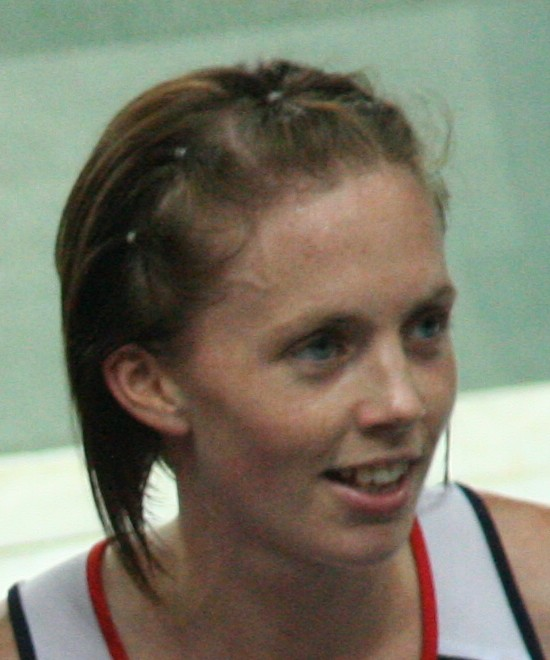
Vizeweltmeisterin Nicola Sanders
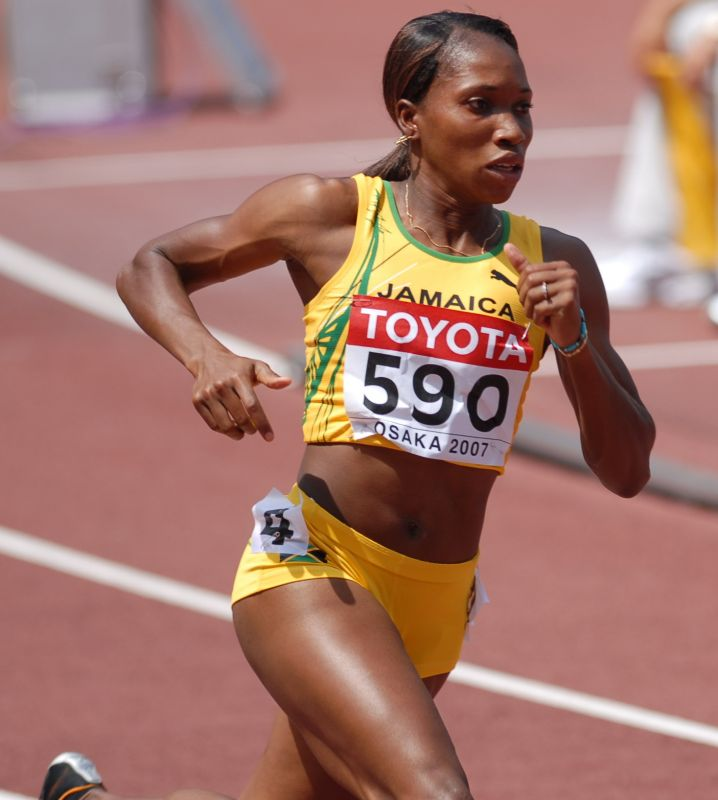
Bronzemedaillengewinnerin Novlene Williams
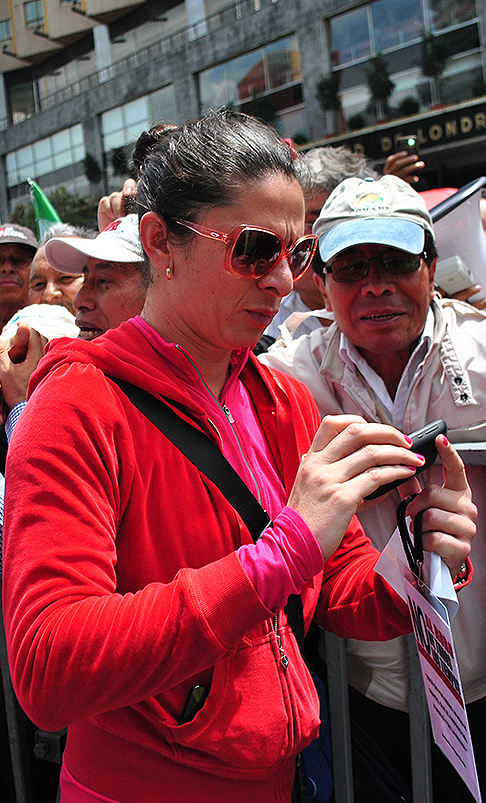
Ana Guevara, unter anderem Weltmeisterin von 2003, erreichte Platz vier

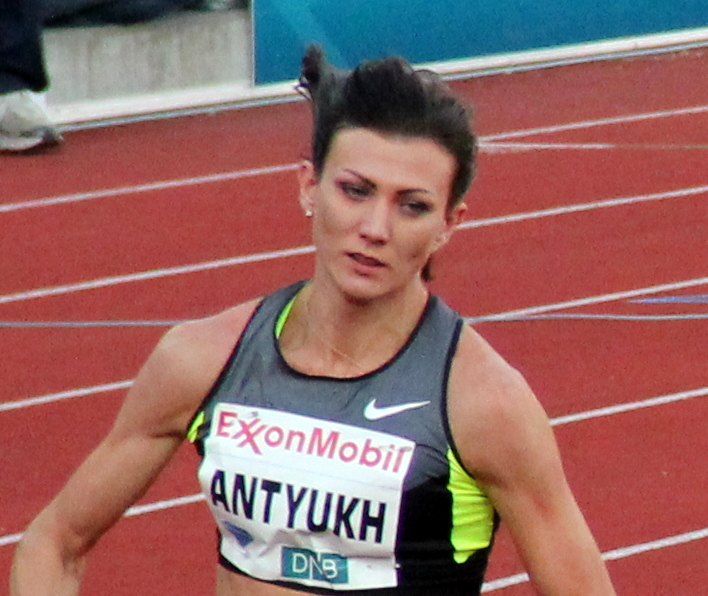
Die sechstplatzierte Natalja Antjuch kam im Finale nicht mehr ganz an ihre Zeit aus dem Semifinale heran
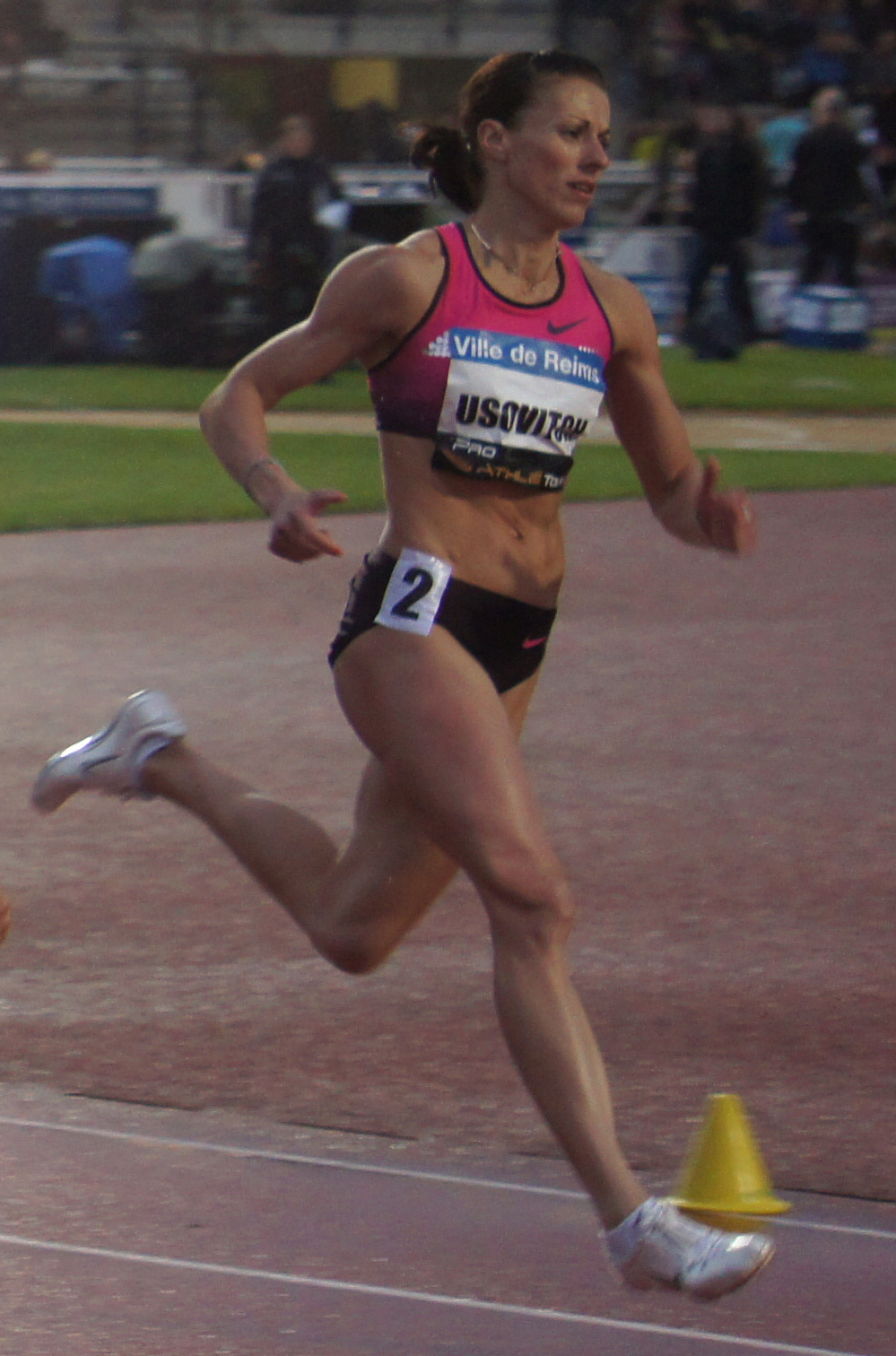
Ilona Ussowitsch, die zuvor zweimal belarussischen Landesrekord erzielt hatte, kam auf den siebten Platz
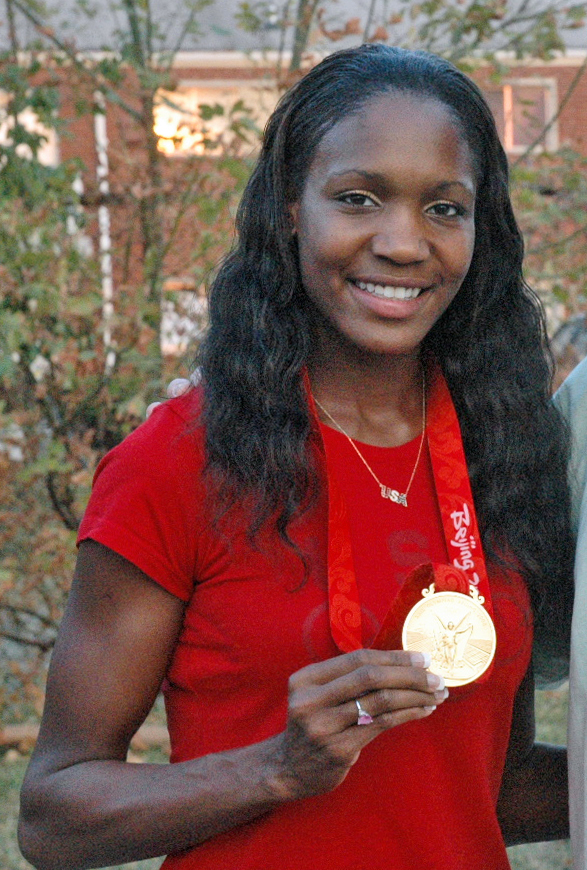
Rang acht für Mary Wineberg – hier mit ihrer Staffelgoldmedaille von den Olympischen Spielen 2008

## Video
- 2007 World Championships Women's 400m Final, youtube.com, abgerufen am 3. November 2020